# Теїне (район)

43°03′ пн. ш. 141°21′ сх. д. / 43.050° пн. ш. 141.350° сх. д.
Райо́н Те́їне (яп. 手稲区, ていねく, МФА: [te.ine ku̥], «Рисовий район») — район міста Саппоро префектури Хоккайдо в Японії. Станом на 1 жовтня 2008 року площа району становила 56,92 км². Станом на 31 березня 2017 населення району становило 141 567 осіб.